# 奥伯恩海姆-基兴阿恩巴赫
奥伯恩海姆-基兴阿恩巴赫是德国莱茵兰-普法尔茨州的一个市镇。总面积8.62平方公里，总人口1748人，其中男性882人，女性866人（2011年12月31日），人口密度203人/平方公里。